# Chinlone

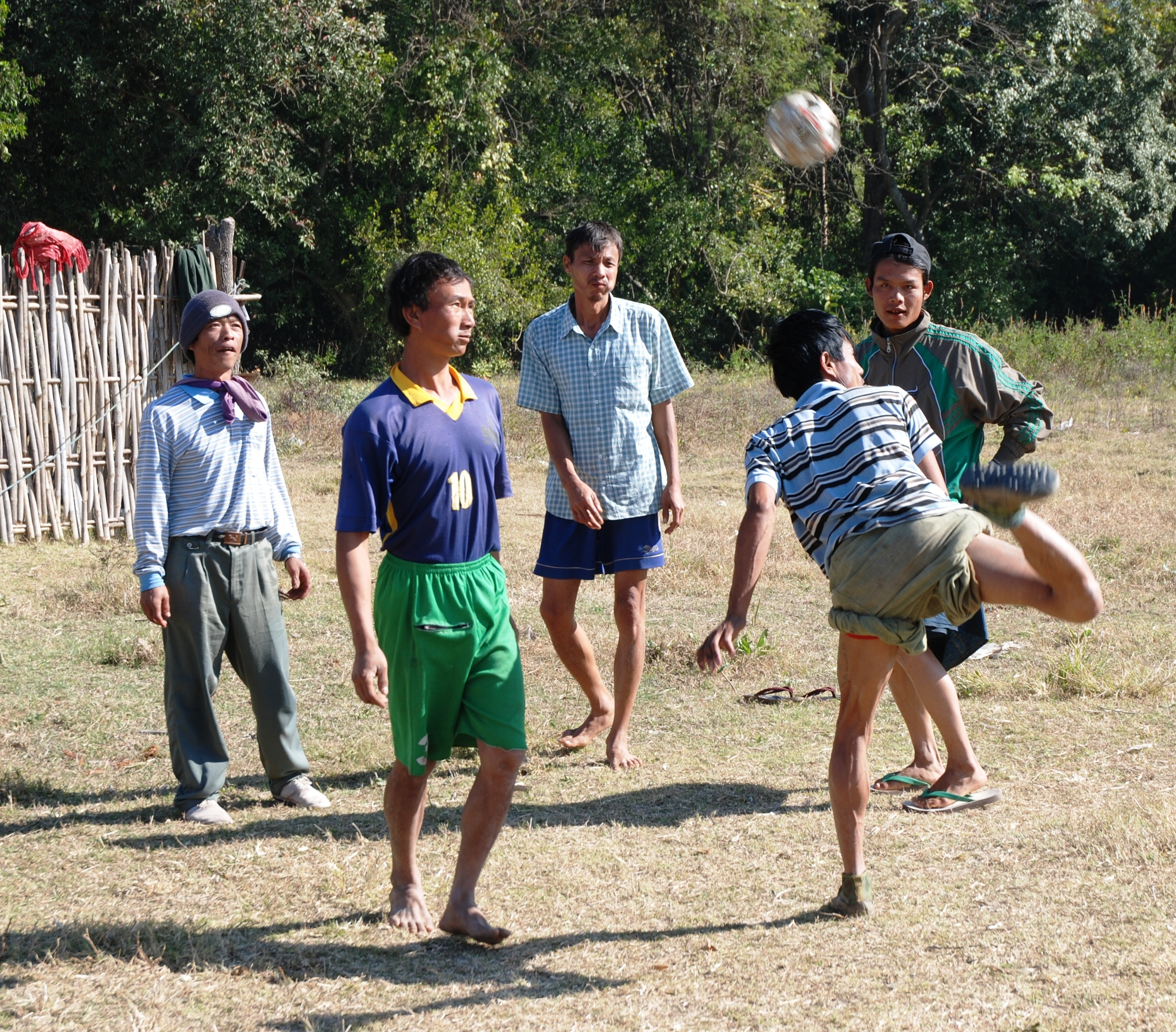
Gra w chinlone. Na fotografii widoczne podbicie piłki podeszwą.

Chinlone (bir. ခြင်းလုံး; znany również jako caneball – pl. piłka trzcinowa) – tradycyjny, narodowy sport Mjanmy (Birmy). Dyscyplina ta jest niekonkurencyjna – zazwyczaj sześć osób gra razem jako jedna drużyna. Użyta piłka jest zwykle wykonana z ręcznie tkanego rattanu, który po uderzeniu wydaje charakterystyczne brzmienie. Podobnie jak w grze w footbag („zośka”) – w chinlone grają osoby, które przekazują sobie piłkę w kręgu bez użycia rąk. Jednak zawodnicy poruszają się w kole podając sobie piłkę, z jednym zawodnikiem w środku koła. Celem gry jest powstrzymanie piłki przed uderzeniem o ziemię podczas jak najbardziej kreatywnego podawania jej w tę i z powrotem. Sport chinlone uprawiają mężczyźni, kobiety i dzieci, często razem lub zamiennie. Oprócz tego, że chinlone ma na celu jak najszybsze podawanie piłki między graczami to ma być zabawne i płynne, przy czym ma także bardziej sprawiać wrażenie widowiska lub tańca. Sport ten jest drużynowy, lecz nie ma w nim drużyn przeciwnych, ani także nie jest kładziony nacisk na wygranego lub przegranego w rywalizacji.

## Historia
Chinlone odgrywa znaczącą rolę w Birmie od około 1500 lat. Styl gry oparty jest na przedstawieniu, ponieważ został stworzony jako widowiskowa rozrywka dla birmańskiej rodziny królewskiej. Chinlone jest pod silnym wpływem tradycyjnych birmańskich sztuk walki i tańca, co jest kolejnym powodem, dla którego tak dużą wagę przywiązuje się do techniki i płynności podczas występów. By urozmaicić zawody wprowadzono do niej wiele ruchów manewrowania piłką. Oprócz oryginalnej formy chinlone istnieje jeden styl wykonania zwany tapandaing (rozgrywka solowa kobiet lub dziewcząt). Chociaż chinlone było powszechnie uważane przez Europejczyków za bardziej grę niż prawdziwą dyscyplinę sportową, międzynarodowe zainteresowanie tymi zawodami szybko wzrosło. Do 1911 roku zespoły chinlone występowały w niektórych częściach Europy i Azji. Europejczycy, jako widzowie chinlone,  uważali, że jest to po prostu zabawna gra rdzennych mieszkańców Birmy, oraz określali ją zbyt pasywną i nie na tyle aktywną i męską by uznać ją za dyscyplinę sportu.
W 1948 po odzyskaniu przez Birmę niepodległości od brytyjskiej korony chinlone odegrał jedną z kluczowych ról w ustanowieniu się birmańskiego nacjonalizmu. Mjanma zaczęła wprowadzać wychowanie fizyczne w szkołach, ucząc dzieci od najmłodszych lat tradycyjnych zajęć i sportów, takich właśnie jak chinlone, jako sposobu na edukację i poczucia dumy z własnej kultury narodowej. Dzięki temu nowo odkrytemu nacjonalizmowi chinlone został ostatecznie uznany za prawdziwy sport oparty na współpracy.
W 1953 roku prezesowi birmańskiego związku atletycznego (Burma Athletic Association) – U Ah Yeinowi, rząd Birmy polecił spisać zbiór przepisów dotyczących chinlone. Zasady te wymusiły na grze zwiększenie konkurencyjności, a pierwsze oficjalne zawody odbyły się w Rangunie jeszcze w tym samym roku. U Ah Yein w podręczniku zasad gry w chinlone zawarł zapis, że gra ta jest wyjątkowa tylko dla Mjanmy, jako miejsca narodzin tej dyscypliny.
W 2013 podczas Igrzysk Azji Południowo-Wschodniej, które odbywały się w Naypyidaw (stolicy Mjanmy) chinlone pojawiło się jako dyscyplina sportowa oraz jako część pokazów podczas ceremonii zakończenia tych igrzysk.

### Zasady gry
Zespół sześciu graczy podbija piłkę z rattanu (o obwodzie 48–50 cm; średnicy 15–16 cm i wadze 140–165 g) w tę i z powrotem stopami i kolanami wykonując nią triki i poruszając się jednocześnie dookoła. Jeden z graczy stoi pośrodku koła (o średnicy 5-7 metrów), grając solo tworzy taniec złożony z różnych przeplatających się ruchów. Jest wspierany przez innych graczy, którzy jeśli to możliwe, zagrywają piłkę z powrotem do środka jednym dotknięciem. Gdy tylko piłka dotknie ziemi, runda zostaje zakończona i gra zaczyna się od początku. Piłka z rattanu podczas kopnięcia wydaje charakterystyczny dźwięk co jest elementem estetyki gry. Zawodnikom wolno dotykać piłki na kilka sposobów podbijając piłkę: 1) szpicem palców u stóp; 2) śródstopiem; 3) bokiem stopy (bokiem na zewnątrz i bokiem wewnątrz stopy); 4) piętą; 5) podeszwą lub 6) kolanem. Natomiast piłkę można podawać: 1) podbijaniem stopami piłki solo (zarówno przez graczy tworzących koło jak i gracza znajdującego się w kole); 2) podając piłkę między graczami tworzącymi koło; 3) podając piłkę od gracza tworzącego koło do gracza stojącego wewnątrz koła i vice versa. Zwykle mecz chinlone rozgrywany jest boso lub w specjalnych butach, które pozwalają graczom poczuć kopnięcie piłki i grunt po którym się poruszają.
„Chinlone” oznacza w języku birmańskim „okrągły koszyk”. Gra ta jest zaliczana do rodziny gier piłkarskich. Odmiany chinlone występują tylko w Azji i są to:
- Tajlandia – Sepak Takraw
- Malezja,  Singapur,  Indonezja – Sepak Raga
- Filipiny – Sipa
- Laos – Kator
- Wietnam – Da Cau
- Chiny – Cuju, Jianzi
- Japonia – Kemari
- Tajwan – Jianzi
- Korea Południowa – Jegichagi